# Gruppen Renew Europe
Denna artikel behandlar den nuvarande partigruppen och alla dess föregångare.
Gruppen Renew Europe (Renew-gruppen) är en partigrupp i Europaparlamentet bestående av 75 ledamöter från liberala och socialliberala partier. Gruppen utgörs till största delen av ledamöter som tillhör det europeiska politiska partiet Alliansen liberaler och demokrater för Europa (ALDE). Även Europeiska demokratiska partiet (EDP) är associerat med gruppen. Sedan valet 2024 är Renew-gruppen den femte största partigruppen i Europaparlamentet.
Partigruppen bildades officiellt den 2 juli 2019 i dess nuvarande form. Dess historia sträcker sig dock tillbaka till 1950-talet när Europaparlamentet fick sina första partigrupper. Sedan dess har gruppen ombildats ett antal gånger; under 2000-talet framför allt på initiativ av franska mittenpartier som velat tona ned gruppens liberala framtoning. Renew-gruppen har som regel varit starkt pro-europeisk och pådrivande för fördjupad europeisk integration, framför allt vad gäller ekonomiska frågor och mänskliga rättigheter. Gruppen stödde valet av Ursula von der Leyen (EPP) som kommissionsordförande efter både valet 2019 och valet 2024.
I Renew-gruppen ingår ledamöterna från svenska Centerpartiet och Liberalerna, finländska Centerpartiet och Svenska folkpartiet samt danska Moderaterne, Radikale Venstre och Venstre. Därutöver ingår även ledamöter från bland annat tyska FDP, franska Renaissance och slovakiska Progressiva Slovakien.
Gruppledare är Valérie Hayer sedan den 25 januari 2024.

## Historia

### Ursprungligt bildande och ombildningar
| Gruppnamn                                                          | Period                        |
| ------------------------------------------------------------------ | ----------------------------- |
| Gruppen liberaler och deras samarbetspartner                       | 23 juni 1953–mars 1976        |
| Liberala och demokratiska gruppen                                  | mars 1976–12 december 1985    |
| Liberala och demokratiska reformistgruppen                         | 13 december 1985–18 juli 1994 |
| Europeiska liberala, demokratiska och reformistiska partiets grupp | 19 juli 1994–19 juli 2004     |
| Gruppen Alliansen liberaler och demokrater för Europa              | 20 juli 2004–1 juli 2019      |
| Gruppen Renew Europe                                               | 2 juli 2019–                  |

Renew-gruppen är en av de tre äldsta partigrupperna i Europaparlamentet. Den 16 juni 1953 antog Gemensamma församlingen, Europaparlamentets föregångare, en ändring av sin arbetsordning som gjorde det officiellt möjligt att bilda partigrupper i församlingen. Den 23 juni 1953 bildades ”Gruppen liberaler och deras samarbetspartner”. Gruppen fortsatte att existera i denna form ända fram till 1976.

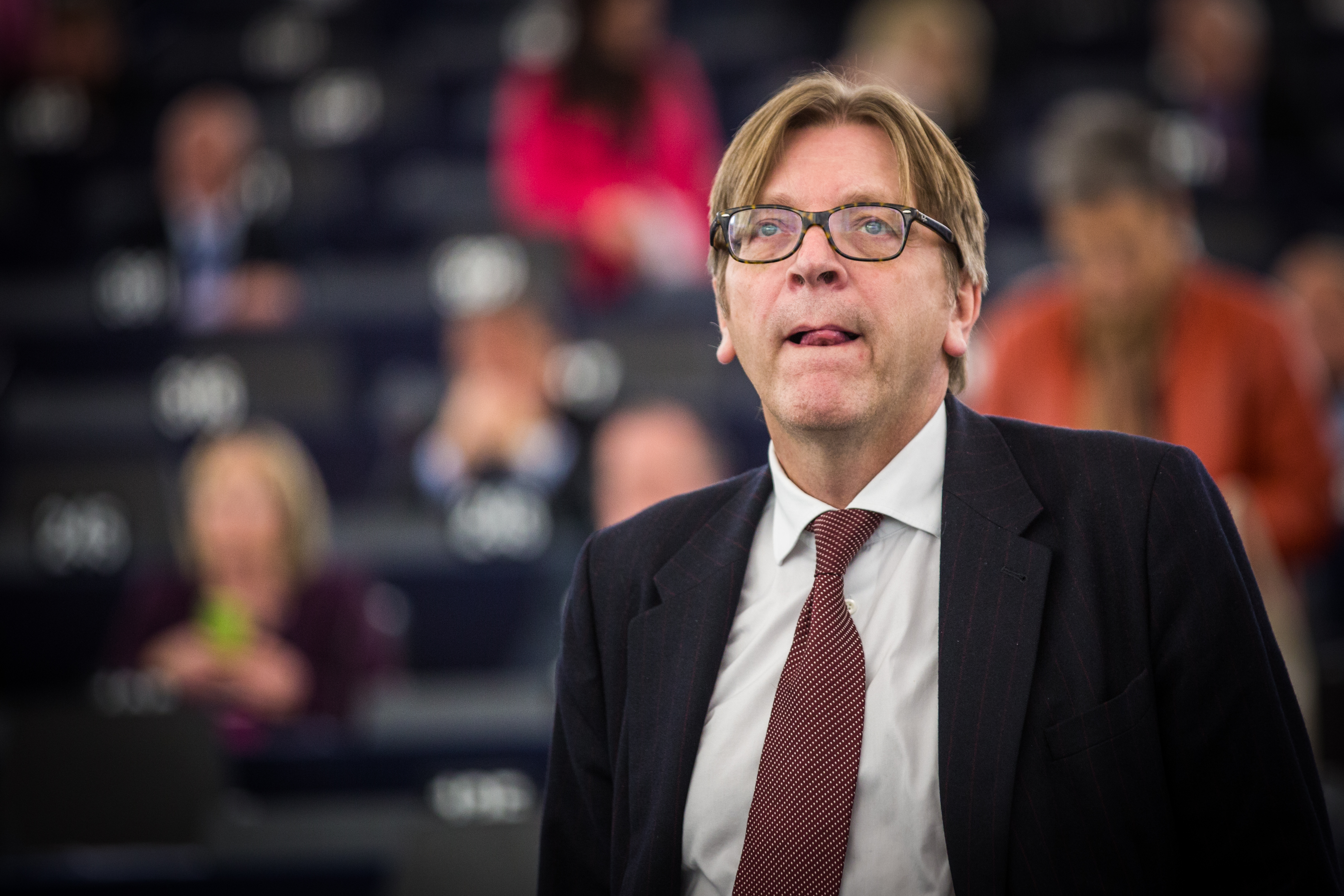
Guy Verhofstadt var gruppledare för ALDE-gruppen 2009−2019.

Den 26 mars 1976 bildades ”Europeiska liberala, demokratiska och reformistiska partiet” (ELDR) som ett europeiskt politiskt parti för de liberala partierna inför det första direkta valet 1979. Samtidigt ombildades ”Gruppen liberaler och deras samarbetspartner” till ”Liberala och demokratiska gruppen”. I valet 1979 erhöll gruppen 40 mandat, vilket ledde till att den blev en av de minsta grupperna i parlamentet. 1985 ombildades gruppen till ”Liberala och demokratiska reformistgruppen”. Gruppen lyckades att bli den tredje största partigruppen efter valet 1989, en position som gruppen bibehöll ända fram till valet 2014.
I december 1993 blev ELDR officiellt ett europeiskt politiskt parti och för att markera kopplingarna till sitt europeiska politiska parti ombildades partigruppen till ”Europeiska liberala, demokratiska och reformistiska partiets grupp” den 19 juli 1994. I valet 1999 ökade gruppen sitt stöd marginellt.

### Valet 2004 och bildandet av ALDE-gruppen
Vid ett sammanträde i Bryssel den 13 juli 2004 godkände gruppen ett förslag om att bilda en ny partigrupp med ledamöterna tillhörande det europeiska politiska partiet Europeiska demokratiska partiet (EDP), med den franske liberalen François Bayrou och hans parti Demokratiska rörelsen i spetsen. Därmed bildades ”Gruppen Alliansen liberaler och demokrater för Europa”. Samtidigt valdes Graham Watson till ny gruppledare och ett Europaprogram med tio punkter antogs. Jämfört med valet 1999 innebar bildandet av ALDE-gruppen ett stort tillskott av ledamöter.

### Valet 2009

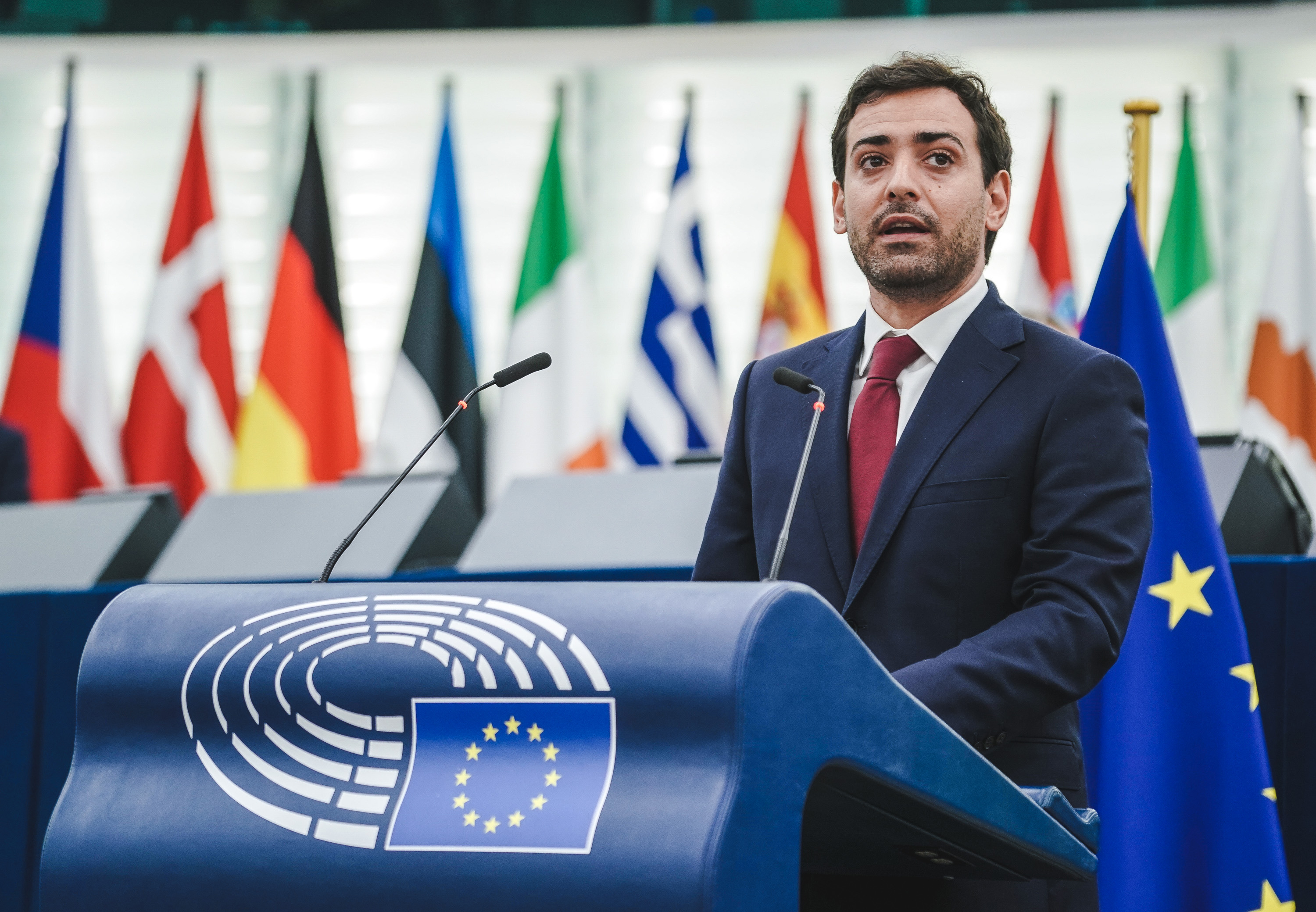
Stéphane Séjourné var gruppledare för Renew-gruppen 2021–2024.

Inför valet 2009 kandiderade Graham Watson som första person någonsin öppet till att bli Europaparlamentets nästa talman. I valet förlorade ALDE-gruppen fyra mandat men lyckades att bibehålla sin position som tredje största partigrupp. Watson drog senare tillbaka sin kandidatur till förmån för EPP-gruppens kandidat Jerzy Buzek. Den 30 juni 2009 valdes Guy Verhofstadt till ny gruppledare. Watson blev istället partiledare för ELDR, som den 10 november 2012 ändrade sitt namn till Alliansen liberaler och demokrater för Europa för att bättre återspegla kopplingarna till partigruppen.
I valet 2014 minskade ALDE-gruppen något i storlek och blev den fjärde största gruppen i parlamentet efter att Gruppen Europeiska konservativa och reformister (ECR-gruppen) hade erhållit några fler mandat.

### Valet 2019 och bildandet av Renew-gruppen

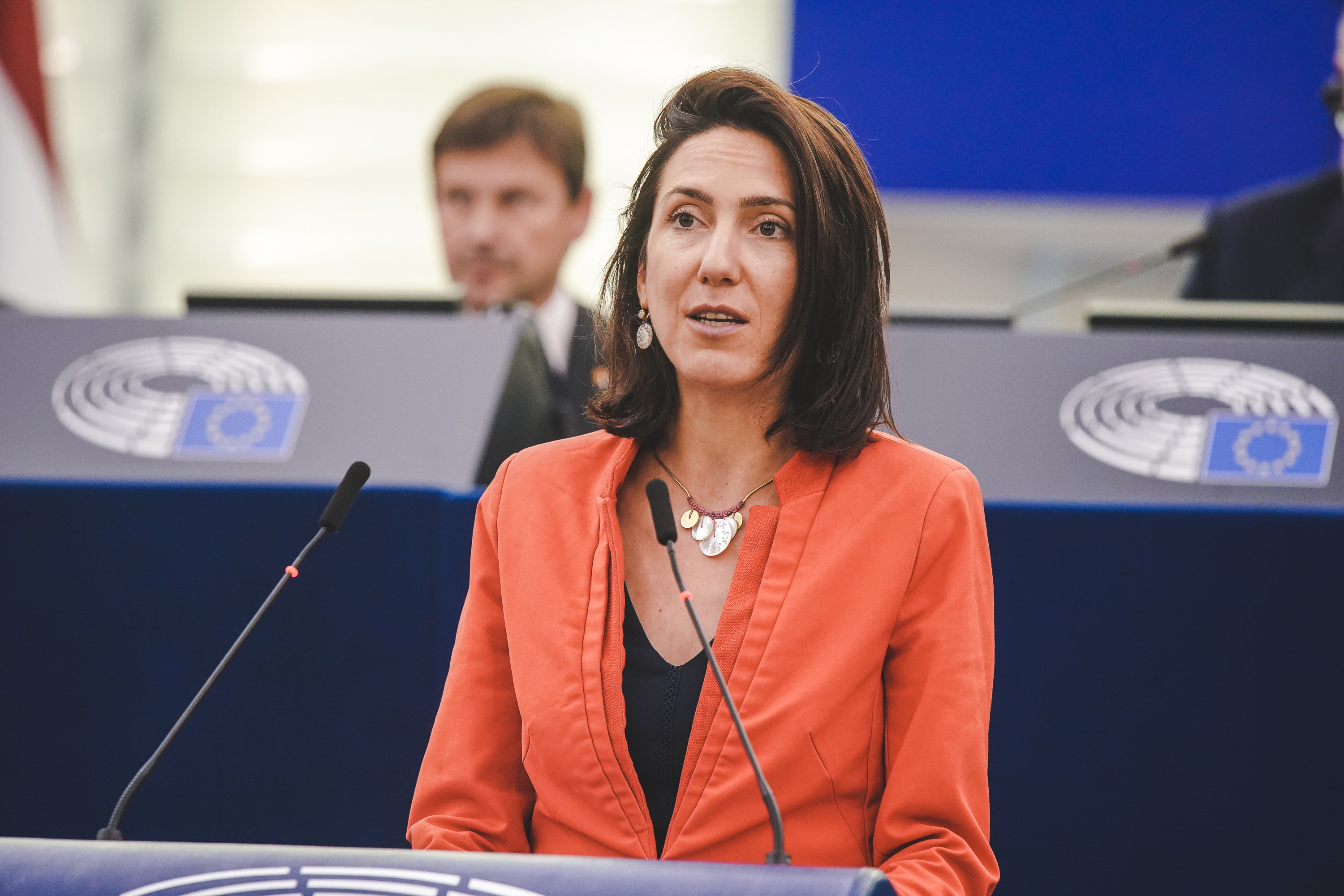
Valérie Hayer är gruppledare för Renew-gruppen sedan den 25 januari 2024.

Inför valet 2019 inleddes samtal mellan ALDE-gruppen och Emmanuel Macrons parti En Marche om att bilda en gemensam partigrupp. Ambitionen var att bredda ALDE-gruppen till att även innefatta andra pro-europeiska partier som inte nödvändigtvis hade en liberal framtoning. Efter valet ombildades ALDE-gruppen följaktligen till ”Gruppen Renew Europe”. Tillskottet av ledamöter från framför allt En Marche gjorde att gruppen växte kraftigt och återtog positionen som den tredje största gruppen i parlamentet. Dacian Cioloș valdes till ny gruppledare den 16 juni 2019. Han efterträddes den 19 oktober 2021 av Stéphane Séjourné, som var gruppledare fram till att han blev utsedd till Frankrikes Europa- och utrikesminister den 11 januari 2024. Den 25 januari 2024 valdes Valérie Hayer till ny gruppledare.

### Valet 2024
I Europaparlamentsvalet 2024 tappade gruppen över 20 mandat och förlorade sin position som tredje största partigrupp. Efter valet fick Hayer förnyat förtroende som gruppledare.

## Parlamentariskt arbete
Renew-gruppen samlar ledamöter av Europaparlamentet som tillhör den politiska mitten. Gruppens huvudmål är att bygga upp och bevara ett fritt, rättvist och öppet samhälle med en grönare och mer konkurrenskraftig ekonomi. Gruppen är associerad med både Alliansen liberaler och demokrater för Europa (ALDE) och Europeiska demokratiska partiet (EDP).

## Sammansättning
| Val  | Historisk mandatfördelning | Nuvarande mandatfördelning         |
| ---- | -------------------------- | ---------------------------------- |
| 1979 | 40 av 410                  | Ledamöter tillhörande partigruppen |
| 1984 | 31 av 434                  | Ledamöter tillhörande partigruppen |
| 1989 | 49 av 518                  | Ledamöter tillhörande partigruppen |
| 1994 | 43 av 567                  | Ledamöter tillhörande partigruppen |
| 1999 | 50 av 626                  | Ledamöter tillhörande partigruppen |
| 2004 | 88 av 732                  | Ledamöter tillhörande partigruppen |
| 2009 | 84 av 736                  | Ledamöter tillhörande partigruppen |
| 2014 | 67 av 751                  | Ledamöter tillhörande partigruppen |
| 2019 | 108 av 751                 | Ledamöter tillhörande partigruppen |
| 2024 | 77 av 720                  | Ledamöter tillhörande partigruppen |

Renew-gruppen består av 75 ledamöter från 20 medlemsstater. De flesta av ledamöterna kommer från Väst- och Centraleuropa; stödet är betydligt lägre i Östeuropa. Gruppen är den femte största i Europaparlamentet.
Ledamöter från en och samma medlemsstat bildar en nationell delegation.
Gruppens ledamöter utser ett ordförandeskap bestående av en gruppledare och åtta vice gruppledare för en period av två och ett halvt år, som kan förnyas. Ordförandeskapet ansvarar för att fatta snabba beslut i viktiga frågor, leda gruppsammanträden och representera gruppen utåt. Det bereder också sammanträdena för gruppens presidium, som består av ordförandeskapet, gruppens ledamöter av Europaparlamentets presidium, utskottsordförande och tidigare talmän som tillhör gruppen. Därutöver får varje nationellt parti utse var sin ledamot till presidiet.
Presidiet ansvarar för att bereda gruppens strategiska beslut, utarbeta ett förslag till årlig budget samt fastställa detaljerna kring hur gruppens sekretariat ska vara sammansatt.

### Parlamentsledamöter
| Medlemsstat   | Nationellt parti                      |  | Europeiskt parti | Mandat |
| ------------- | ------------------------------------- |  | ---------------- | ------ |
| Belgien       | Les Engagés                           |  | EDP              | 1      |
| Belgien       | Mouvement Réformateur                 |  | ALDE             | 3      |
| Belgien       | Öppna VLD                             |  | ALDE             | 1      |
| Bulgarien     | Rörelsen för rättigheter och friheter |  | ALDE             | 1      |
| Bulgarien     | Vi fortsätter förändringen            |  | –                | 2      |
| Danmark       | Moderaterne                           |  | –                | 1      |
| Danmark       | Radikale Venstre                      |  | ALDE             | 1      |
| Danmark       | Venstre                               |  | ALDE             | 2      |
| Estland       | Centerpartiet                         |  | ALDE             | 1      |
| Estland       | Estniska reformpartiet                |  | ALDE             | 1      |
| Finland       | Centern i Finland                     |  | ALDE             | 2      |
| Finland       | Svenska folkpartiet                   |  | ALDE             | 1      |
| Frankrike     | Demokratiska rörelsen                 |  | EDP              | 4      |
| Frankrike     | Horizons                              |  | EDP              | 2      |
| Frankrike     | Partilös ledamot                      |  | –                | 1      |
| Frankrike     | Renaissance                           |  | –                | 5      |
| Frankrike     | Union des démocrates et indépendants  |  | ALDE             | 1      |
| Irland        | Fianna Fáil                           |  | ALDE             | 4      |
| Irland        | Independent Ireland                   |  | EDP              | 1      |
| Irland        | Partilösa ledamöter                   |  | –                | 1      |
| Lettland      | Attīstībai/Par!                       |  | ALDE             | 1      |
| Litauen       | Laisvės partija                       |  | ALDE             | 1      |
| Litauen       | Liberala rörelsen                     |  | ALDE             | 1      |
| Luxemburg     | Demokratiska partiet                  |  | ALDE             | 1      |
| Nederländerna | Demokraterna 66                       |  | ALDE             | 3      |
| Nederländerna | Folkpartiet för frihet och demokrati  |  | ALDE             | 4      |
| Polen         | Polen 2050                            |  | –                | 1      |
| Portugal      | Iniciativa Liberal                    |  | ALDE             | 2      |
| Rumänien      | Unionen Rädda Rumänien                |  | ALDE             | 2      |
| Rumänien      | Partidul Mișcarea Populară            |  | EPP              | 1      |
| Slovakien     | Progressiva Slovakien                 |  | ALDE             | 6      |
| Slovenien     | Gibanje Svoboda                       |  | ALDE             | 2      |
| Spanien       | Baskiska nationalistpartiet           |  | EDP              | 1      |
| Sverige       | Centerpartiet                         |  | ALDE             | 2      |
| Sverige       | Liberalerna                           |  | ALDE             | 1      |
| Tyskland      | FDP                                   |  | ALDE             | 5      |
| Tyskland      | Freie Wähler                          |  | EDP              | 3      |
| Österrike     | NEOS                                  |  | ALDE             | 2      |